# Агавские языки
Агавские языки, также языки агау или центральнокушитские языки, — одна из ветвей кушитской семьи языков. Распространены среди народов агау в северо-восточной Эфиопии и Эритрее, являются основным субстратом для большинства эфиосемитских языков.

## Классификация
Согласно Эпплъярду внутренняя классификация агавских языков выглядит следующим образом:
- Южная группа:
  - аунги (авийя) — к юго-западу от озера Тана, 350 тысяч носителей
    - диалект кунфаль — (почти нет данных), к востоку от озера Тана
- Северно-западная группа:
  - Северная подгруппа
    - билин (блин, богос) — Эритрея, вокруг города Кэрэн (70 тысяч говорящих)

  - Центральная подгруппа
    - хамтанга (хамта, хамир, камир, камта; самоназвание народа: [ʼximra] и языка: [ximʼt’aŋa]) — 143 тысячи на севере региона Амхара

  - Западная подгруппа:
    - кемант — на грани исчезновения (1.650 говорящих из 172 тыс. в этнической группе, 1994), на берегах озера Тана
      - диалект квара (куара) — на грани исчезновения, язык части эфиопских евреев, переселившихся ныне в Израиль

  - Переходная между западной и центральной подгруппами:
    - кайла (дембеа, кайло) — вымер, ранее язык части эфиопских евреев

Внутри северно-западной группы согласно данным лексикостатистики сближаются северная и западная подгруппы, а согласно данным Эпплъярда вместе объединяются северная и центральная подгруппы, а западная стоит особняком. При этом возможным промежуточным звеном между западной и центральной подгруппами является вымерший язык кайла.
На разных агавских языках существует богатая литературная традиция: средневековые тексты на языке кемант, ныне в основном в израильских музеях; современная литература и собственная газета на языке билин. Много рукописей существует также на языке хамтанга, а на аунги развита фольклорная традиция.
Письменность в основном на основе эфиопской графики, отдельные тексты записаны латиницей.

## Фонетика
Агавские языки имеют фонологическую систему с характеристиками, типичными для кушитских языков.
Консонантизм: имеются аффрикаты (č, ǯ), глоттализованный ḳ; помимо ряда простых велярных (k, g, x, ŋ) есть ряд соответствующих лабиовелярных согласных (kʷ, gʷ, xʷ, ŋʷ). Кроме того, для аунги характерно также наличие ряда лабиоувулярных (qʷ, ɢʷ).
Вокализм: имеются 6 фонем: i, e, ə, a, o, u; гласные по долготе не противопоставлены. Выявлены регистровые тоны: 2 — в языке билин и 3 — в аунги. В ударении нет фонологии.
Глагольный корень имеет структуру: CVС, CVCC, CVCVC. Для именного корня характерна структура: CVC, CVCV.